# Solveig Pedersen
Solveig Pedersen (Kristiansand, 6 de septiembre de 1965) es una deportista noruega que compitió en esquí de fondo. 
Participó en los Juegos Olímpicos de Albertville 1992, obteniendo una medalla de plata en la prueba de relevo (junto con Inger Helene Nybråten, Trude Dybendahl y Elin Nilsen). Ganó una medalla de bronce en el Campeonato Mundial de Esquí Nórdico de 1991, en la misma prueba.

## Palmarés internacional
| Juegos Olímpicos   | Juegos Olímpicos       | Juegos Olímpicos  | Juegos Olímpicos |
| Año                | Lugar                  | Medalla           | Prueba           |
| ------------------ | ---------------------- | ----------------- | ---------------- |
| 1992               | Albertville (Francia)  | Medalla de plata  | Relevo 4 × 5 km  |
| Campeonato Mundial |                        |                   |                  |
| Año                | Lugar                  | Medalla           | Prueba           |
| 1991               | Val di Fiemme (Italia) | Medalla de bronce | Relevo 4 × 5 km  |